# Lotta ai XVIII Giochi panamericani
Gli eventi di lotta ai XVIII Giochi panamericani si sono svolti al Miguel Grau Coliseum di Lima, in Perù, dal 7 al 10 agosto 2019. La specialità lotta libera è prevista per ambo i sessi, solo maschile invece la lotta greco-romana, per un totale di 18 podi (12 maschili e 6 femminili).

## Risultati

### Uomini
| Evento             | Oro                     | Argento          | Bronzo            |
| Lotta libera       |                         |                  |                   |
| 57 kg (dettagli)   | Daton Fix               | Juan Ramírez     | Reineri Andreu    |
| 57 kg (dettagli)   | Daton Fix               | Juan Ramírez     | Darthe Capellan   |
| 65 kg (dettagli)   | Alejandro Valdés Tobier | Albaro Rudesindo | Mauricio Sánchez  |
| 65 kg (dettagli)   | Alejandro Valdés Tobier | Albaro Rudesindo | Jaydin Eierman    |
| 74 kg (dettagli)   | Jordan Burroughs        | Franklin Gómez   | Geandry Garzón    |
| 74 kg (dettagli)   | Jordan Burroughs        | Franklin Gómez   | Jevon Balfour     |
| 86 kg (dettagli)   | Yurieski Torreblanca    | Pedro Ceballos   | Carlos Izquierdo  |
| 86 kg (dettagli)   | Yurieski Torreblanca    | Pedro Ceballos   | James Downey      |
| 97 kg (dettagli)   | Kyle Snyder             | José Daniel Díaz | Luis Miguel Pérez |
| 97 kg (dettagli)   | Kyle Snyder             | José Daniel Díaz | Reineris Salas    |
| 125 kg (dettagli)  | Nick Gwiazdowski        | Óscar Pino       | Luis Vivenes      |
| 125 kg (dettagli)  | Nick Gwiazdowski        | Óscar Pino       | Korey Jarvis      |
| Lotta greco-romana |                         |                  |                   |
| 60 kg (dettagli)   | Andrés Montaño          | Dicther Toro     | Luis Orta         |
| 60 kg (dettagli)   | Andrés Montaño          | Dicther Toro     | Ildar Hafizov     |
| 67 kg (dettagli)   | Ismael Borrero          | Shalom Villegas  | Ellis Coleman     |
| 67 kg (dettagli)   | Ismael Borrero          | Shalom Villegas  | Manuel López      |
| 77 kg (dettagli)   | Pat Smith               | Wuilexis Rivas   | Jair Cuero        |
| 77 kg (dettagli)   | Pat Smith               | Wuilexis Rivas   | Yosvanys Peña     |
| 87 kg (dettagli)   | Luis Avendaño           | Alfonso Leyva    | Alvis Almendra    |
| 87 kg (dettagli)   | Luis Avendaño           | Alfonso Leyva    | Daniel Grégorich  |
| 97 kg (dettagli)   | Gabriel Rosillo         | G'Angelo Hancock | Kevin Mejía       |
| 97 kg (dettagli)   | Gabriel Rosillo         | G'Angelo Hancock | Luillys Pérez     |
| 130 kg (dettagli)  | Mijaín López            | Moisés Pérez     | Leo Dalis Santana |
| 130 kg (dettagli)  | Mijaín López            | Moisés Pérez     | Yasmani Acosta    |

### Donne
| Evento           | Oro               | Argento            | Bronzo              |
| Lotta libera     |                   |                    |                     |
| 50 kg (dettagli) | Whitney Conder    | Yusneylys Guzmán   | Thalía Mallqui      |
| 50 kg (dettagli) | Whitney Conder    | Yusneylys Guzmán   | Carolina Castillo   |
| 53 kg (dettagli) | Sarah Hildebrandt | Betzabeth Argüello | Jade Parsons        |
| 53 kg (dettagli) | Sarah Hildebrandt | Betzabeth Argüello | Lianna Montero      |
| 57 kg (dettagli) | Lissette Antes    | Jenna Burkert      | Giullia Penalber    |
| 57 kg (dettagli) | Lissette Antes    | Jenna Burkert      | Nes Marie Rodríguez |
| 62 kg (dettagli) | Kayla Miracle     | Jackeline Rentería | Abnelis Yambo       |
| 62 kg (dettagli) | Kayla Miracle     | Jackeline Rentería | Lais Nunes          |
| 68 kg (dettagli) | Tamyra Mensah     | Olivia Di Bacco    | Yudari Sánchez      |
| 68 kg (dettagli) | Tamyra Mensah     | Olivia Di Bacco    | Ámbar Garnica       |
| 76 kg (dettagli) | Justina Di Stasio | Aline Ferreira     | Mabelkis Capote     |
| 76 kg (dettagli) | Justina Di Stasio | Aline Ferreira     | Andrea Olaya        |

## Medagliere
| Posizione | Nazione         | Oro | Argento | Bronzo | Totale |
| --------- | --------------- | --- | ------- | ------ | ------ |
| 1         | Stati Uniti     | 9   | 2       | 4      | 15     |
| 2         | Cuba            | 5   | 2       | 9      | 16     |
| 3         | Ecuador         | 2   | 0       | 1      | 3      |
| 4         | Venezuela       | 1   | 6       | 2      | 9      |
| 5         | Canada          | 1   | 1       | 4      | 6      |
| 6         | Colombia        | 0   | 2       | 4      | 6      |
| 7         | Rep. Dominicana | 0   | 2       | 2      | 4      |
| 8         | Brasile         | 0   | 1       | 2      | 3      |
| 8         | Messico         | 0   | 1       | 2      | 3      |
| 8         | Porto Rico      | 0   | 1       | 2      | 3      |
| 11        | Cile            | 0   | 0       | 1      | 1      |
| 11        | Honduras        | 0   | 0       | 1      | 1      |
| 11        | Panama          | 0   | 0       | 1      | 1      |
| 11        | Perù            | 0   | 0       | 1      | 1      |
| TotalE    | TotalE          | 18  | 18      | 36     | 72     |